# Donaustauf
Donaustauf este o comună-târg din districtul Regensburg, regiunea administrativă Palatinatul Superior, landul Bavaria, Germania, situată la 5 kilometri est de Regensburg, la poalele Pădurii Bavareze.

## Descriere și istorie
Donaustauf este o comună în Bavaria, la 5 km est de Regensburg, la poalele Pădurii Bavareze. Ruinele unui castel medieval, ridicat probabil între 914 și 930, precum și un turn domină mica localitate. Pe un deal din apropiere, pe malul stâng al Dunării, se află un templu impozant și faimos, Walhalla, o reproducere costisitoare a Partenonului din Atena, care a fost construit la cererea regelui bavarez Ludwig I și inaugurat la 18 octombrie 1842.
Maximilian Karl, Prințul de Thurn și Taxis și familia sa, cărora le-a plăcut peisajul romantic de la Donaustauf, s-au mutat la nou construitul Castel princiar Donaustauf în 1843, care, însă, a fost complet distrus în timpul unui incendiu din 4 martie 1880.

## Populație
La 30 septembrie 2007, comuna număra 3761 de locuitori, cu o densitate de 987 de locuitori/km², iar la 31 decembrie 2009, populația comunei se ridica la 3727 de locuitori. 
Actualul primar (Burgmeister) al comunei este Jürgen Sommer (SPD), care a luat locul fostului primar, Hans Lauberger (CSU: Uniunea Creștin Socială).

## Localități componente (Ortsteile)
- Donaustauf
- Reiflding
- Sulzbach an der Donau

## Obiective de interes cultural-turistic
- Walhalla (templu)

## Galerie de imagini

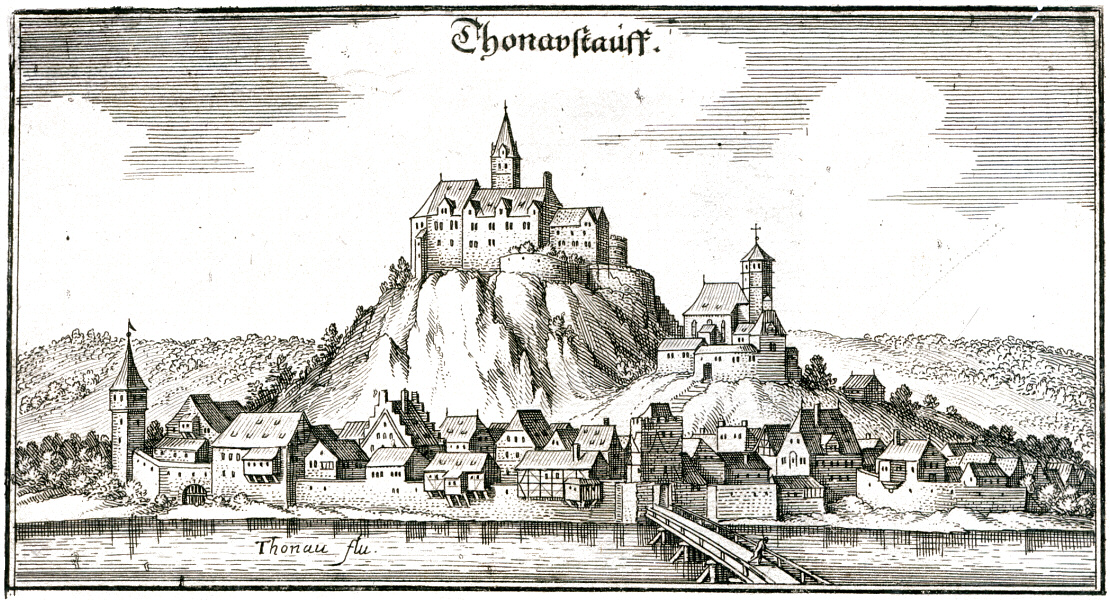
Localitatea Donaustauf, în anul 1644
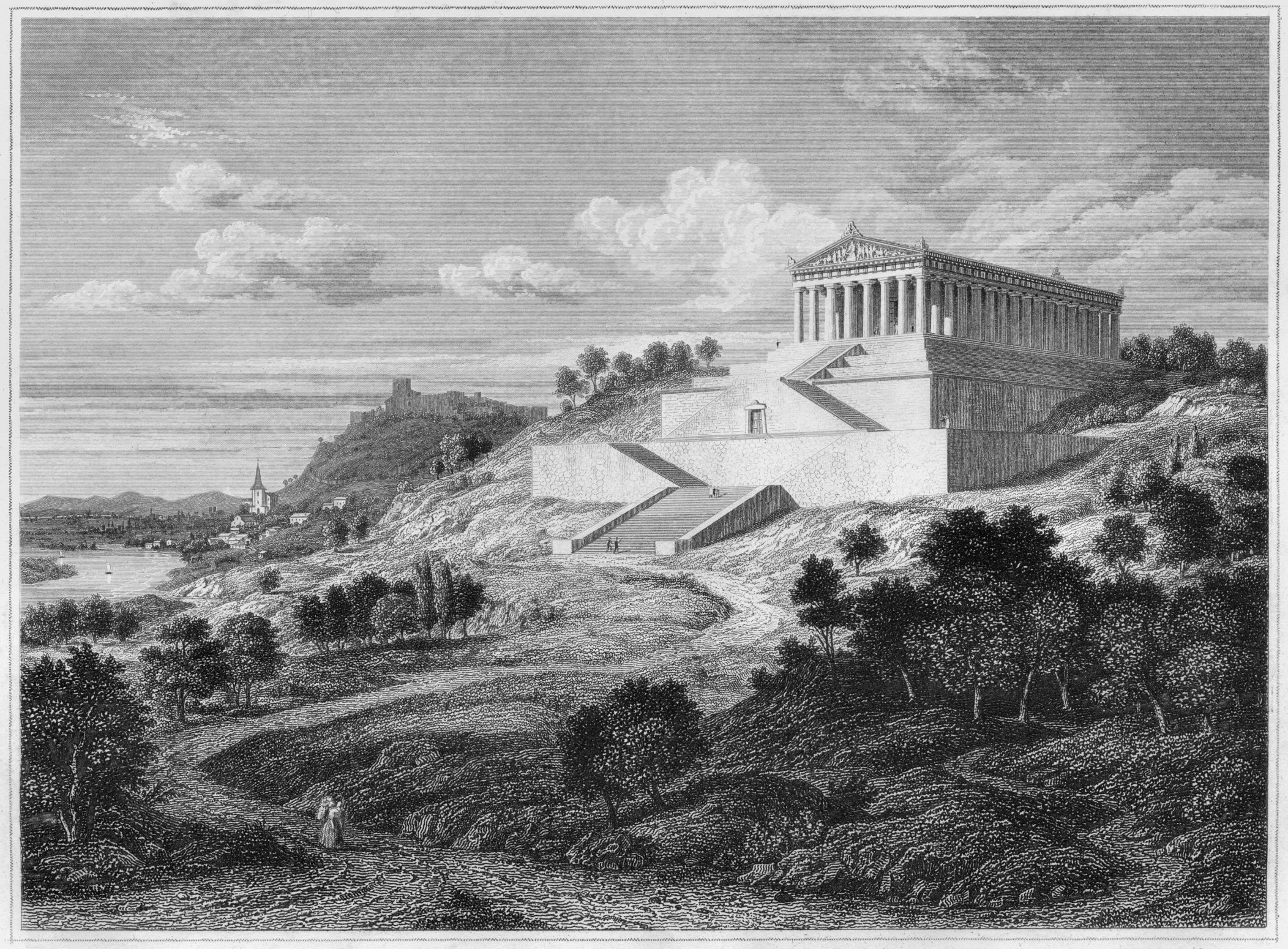
Satul Donaustauf şi Walhalla, în anul 1840
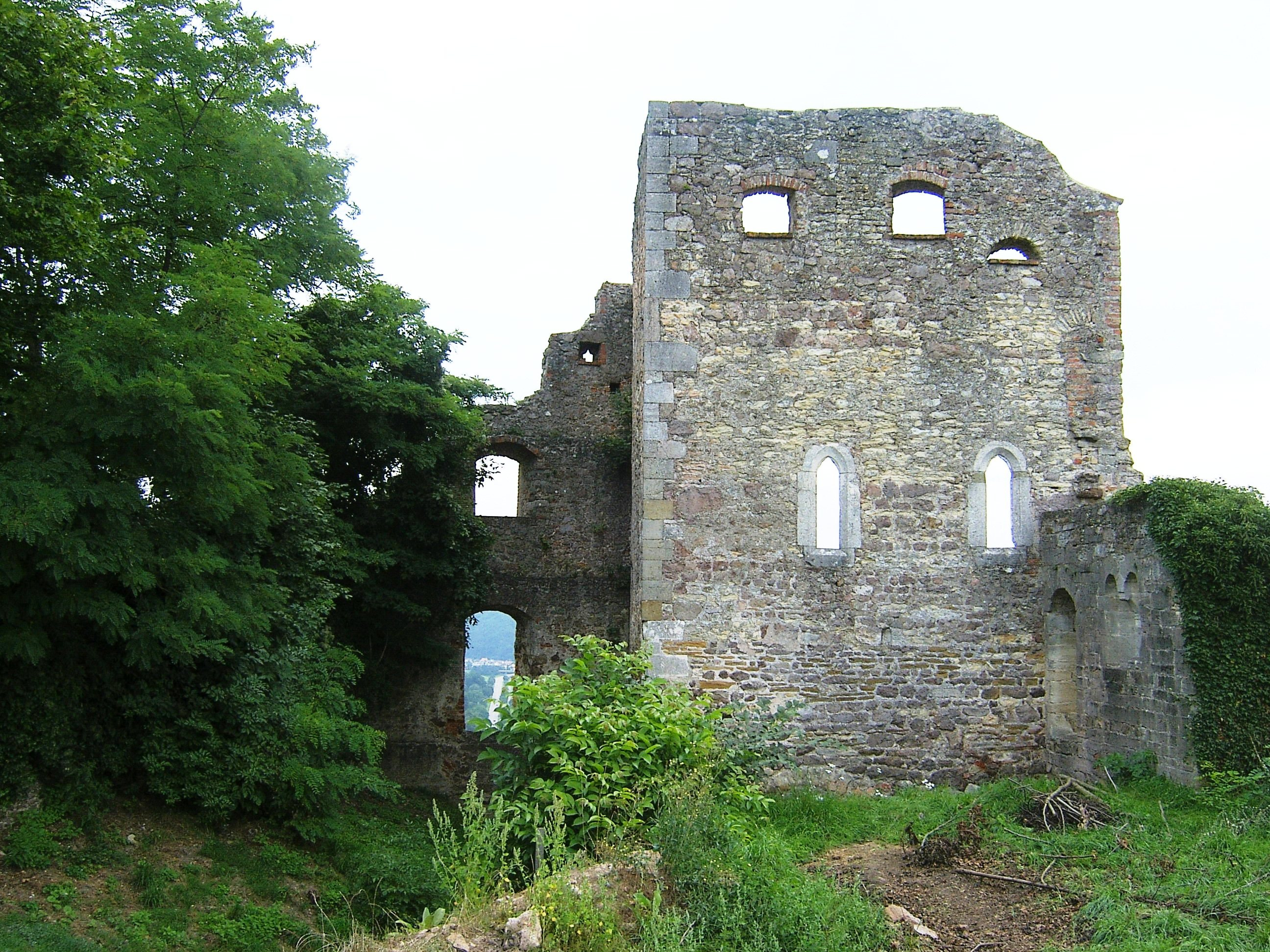
Ruinele burgului